# Anvil Pond
Anvil Pond är en sjö i Antarktis. Den ligger i Östantarktis. Nya Zeeland gör anspråk på området. Anvil Pond ligger 1 027 meter över havet.